# Donald Beaumont Dunstan
Sir Donald Beaumont Dunstan (* 18. Februar 1923 in Murray Bridge, Australien; † 15. Oktober 2011 in Adelaide) war ein australischer General und Gouverneur von South Australia.

## Leben
Dunstan stammte aus ärmlichen Verhältnissen. Im Alter von 13 starb sein Vater an einer Verletzung aus dem Ersten Weltkrieg. Nach dem Studium am Royal Military College Duntroon diente Dunstan während des Zweiten Weltkriegs in Darwin und Neuguinea. Nach dem Krieg wurde er als Stabssoldat zur Besatzungsmacht in Japan versetzt. Während des Koreakriegs wurde er zum Oberbefehlshaber der Truppen des Commonwealth ernannt. Er nahm auch am Vietnamkrieg teil und befehligte dort die 1st Australian Task Force. In den 1970er Jahren machte er weitere Karriere im Stabsdienst und wurde 1977 zum Chief of Army, dem Oberbefehlshaber der australischen Streitkräfte, ernannt.
Am 23. April 1982 wurde er zum Gouverneur von South Australia ernannt und blieb dies bis zum 5. Februar 1991.
Dunstan starb am 15. Oktober 2011 im Alter von 88 Jahren und erhielt ein Staatsbegräbnis.

## Auszeichnungen
- Pacific Star
- War Medal 1939–1945
- Korea Medal
- United Nations Korea Medal
- Member of the Order of the British Empire (1954)
- Commander of the Order of the British Empire (1969)
- Vietnam Medal
- Companion of the Order of the Bath (1972)
- National Medal von Australien I. Klasse
- Knight Commander of the Order of the British Empire (1979)
- Companion of the Order of Australia (1991)
- Centenary Medal (2001)